# Qui veut tuer Jessie ?
Pour plus de détails, voir Fiche technique et Distribution.
Qui veut tuer Jessie ? (Kdo chce zabít Jessii ?) est une comédie tchécoslovaque écrite et réalisée par Václav Vorlíček, sortie en 1966. Premier grand succès de Václav Vorlíček, le film mélange les prises de vue réelles et l’animation, utilisant des illustrations de l’auteur de BD Kája Saudek.
À bien des égards, cette œuvre comique du cinéaste de la nouvelle vague tchécoslovaque a néanmoins une portée politique importante (la Tchécoslovaquie est alors en pleine période d'euphorie, avant le Printemps de Prague de 1968 et la normalisation qui s'ensuivit). Très original sur le plan formel, ce film possède également une dimension onirique, chose rare dans une comédie.
Il est possible de voir dans cette œuvre un film précurseur, novateur, à la croisée des cinémas classique et d'animation. Ainsi, Qui veut la peau de Roger Rabbit, film bien plus célèbre dont le titre semble faire écho, qui mélange lui aussi les genres, est postérieur de près de deux décennies à Qui veut tuer Jessie ?.

## Synopsis
L’ingénieur Jindřich Beránek travaille au sein de la société Elektrojeřáby alors que sa femme Růžena, autoritaire et énergique, voire tyrannique, travaille dans un institut de recherche. La professeure Beránková invente ainsi un procédé qui supprime les rêves désagréables. Elle reproduit l’expérience avec une vache au cours d’une conférence, qui voit disparaitre un taon du rêve de la vache (les rêves étant retransmis… sur un écran de télévision). Mais le taon réapparait alors dans la salle, et échappe à l’attention des protagonistes. Jindřich Beránek trouve quant à lui une série de bandes dessinées, où la ravissante héroïne Jessie échappe à ses poursuivants en utilisant des gants anti-gravité. L’idée lui vient alors de mettre au point un procédé identique.
La nuit, Jindřich fait un rêve au cours duquel les protagonistes de bande dessinée lui apparaissent. Sa femme utilise alors à son insu ses appareils pour le débarrasser de ce cauchemar. Mais dans la matinée se matérialisent dans l’appartement de Jindřich les dits-personnages, à savoir Jessie et ses poursuivants - Superman et le Flingueur. Après maintes péripéties, ils seront finalement capturés et détenus par la police.
Puis vient le procès : Jindřich est condamné à trois jours de prison pour avoir introduit dans le monde réel les poursuivants de Jessie, dénoncé notamment par sa femme. Jessie va dès lors aider Jindřich dans la réalisation de son invention, sur les conseils avisés du Flingueur, alors que Růžena Beránková s’éprend de passion pour Superman. Ce dernier tente de lui échapper en s’introduisant dans les rêves d’un chien, mais elle l’y suit. Finalement, ainsi débarrassé de sa femme, Jindřich peut laisser libre cours à son amour pour Jessie.

## Fiche technique
- Titre original : Kdo chce zabít Jessii?
- Titre international : Who wants to kill Jessie?
- Titre français : Qui veut tuer Jessie ?
- Réalisation : Václav Vorlíček
- Scénario : Miloš Macourek et Václav Vorlíček
- Animation : Kája Saudek
- Direction artistique : Bohumil Pokorný
- Costumes : Karel Postrehovsky
- Photographie : Jan Nemecek
- Montage : Jan Chaloupek et Jaromír Janáček
- Musique : Svatopluk Havelka
- Société de production : Československý státní film
- Lieu de tournage: Studios Barrandov
- Pays d'origine :  Tchécoslovaquie
- Langue originale : tchèque
- Format : noir et blanc - 2.35 : 1 - Mono - 35 mm
- Genre : comédie
- Durée : 80 minutes
- Dates de sortie :
  -  Tchécoslovaquie : 26 août 1966
  -  France : 14 décembre 2010 (DVD)
- Tout public

Sauf mention contraire, les informations proviennent des sources suivantes : IMDb.

## Distribution
- Dana Medřická : Dr Růžena Beránková
- Jiří Sovák : Jindřich Beránek
- Olga Schoberová : Jessie
- Juraj Višný : Superman
- Karel Effa : Le fingueur
- Vladimír Menšík : Kolbaba, l'huissier
- Jan Libíček : Surintendant

Sauf mention contraire, les informations proviennent des sources suivantes : IMDb.

## Analyse

### Une comédie très originale teintée d'onirisme
La réussite formelle du film, basé sur un scénario de Miloš Macourek, réside dans le mélange des genres entre cinéma d'animation et cinéma classique. L’intégration des illustrations de Kája Saudek avec les scènes traditionnelles donne toute sa valeur au scénario et toute son originalité à cette œuvre décalée.
Ce film met tout d’abord en scène avec humour et intelligence l’entremêlement du rêve, de la fiction et de la réalité. Cette fiction est celle de la bande dessinée que dévore le héros, à tel point que ces histoires viennent le poursuivre dans ses rêves. Quand les personnages en viennent à se matérialiser dans l’univers réaliste du film, la collision de ces différents mondes est totale. Cette interaction entre le monde réel et l’imagination produit alors une sorte de mise en abyme cinématographique, où les repères traditionnels deviennent inopérants, flous. La fiction est devenue imagination, elle-même devenue réalité. Achevons le syllogisme : la fiction a donc rejoint la réalité.
Mais ces personnages de bande dessinée ainsi amenés à la « vie » n’en restent pas moins prisonniers de leur statut originel : ils ne peuvent parler et ne communiquent avec le « monde réel » qu'à l’aide de phylactères !

### Une satire politique
Au-delà de cet univers onirique et comique, le film n’en reste pas moins une critique féroce et décalée de la société communiste de l’époque. En 1966, la situation semble s’améliorer : stabilisation et libéralisation relative de l’économique, augmentation du niveau de vie, facilité de voyages à l’Ouest pour les citoyens. Les intellectuels et les artistes s’enhardissent et dénoncent de plus en plus ouvertement les abus du régime. C’est donc dans ce contexte historique que s’inscrit cette œuvre qui s’avère être bien plus qu’une simple comédie.
Qui veut tuer Jessie ? est en effet une véritable satire de la Tchécoslovaquie communiste.
Ainsi, le Docteur Beránková justifie son invention en ces termes : « Dorénavant, les gens ne seront plus autorisés à rêver comme bon leur semble ». Il s’agit de purger leur imagination, de n’en rien laisser qui puisse compromettre la bonne marche de la société : ni critiques, ni pessimisme, ni rêves d’ailleurs ou de changement. La machine à nettoyer les songes ne sera qu’un outil de plus entre les mains de la police politique. Cette volonté de contrôle total de l’existence des citoyens, ici jusque dans leurs rêves, rejoint bien évidemment la critique des régimes totalitaires de George Orwell.
La purge effectuée par Madame Beránková des rêves de son mari souligne la jalousie et la peur de la femme trompée, méfiance qui renvoie à la crainte de l’État d’être trahi par ses propres citoyens et le besoin d’annihiler en eux toute velléité d’échapper au présent.
Enfin, les protagonistes ayant pénétré la réalité deviennent source de discorde, de tensions et de catastrophes. Or, plus que de simples personnages de fiction, ce sont de véritables super-héros de comics : Superman et un cow-boy. Une allusion non voilée aux États-Unis et à la haine viscérale du régime envers ces « ennemis du socialisme », ces fauteurs de troubles indésirables.
Le second degré manifeste de l’œuvre est toute la force de la dénonciation des excès du communisme tchécoslovaque. Au demeurant, derrière cette ironie mordante se cache l’espoir de réels changements : les artistes, les rêveurs, les intellectuels comme les déçus du marxisme ont alors tous le regard vers l’Ouest, vers cette Amérique idéalisée. Mais attention, l’humour de Vorlíček prévient : les États-Unis ne sont peuplés de jeunes femmes en détresse, de cow-boys et de super-héros que dans l’imaginaire !

## Distinction

### Récompense
- Festival international du film de Locarno 1966 : Mention spéciale[2]